# Fabian Florant
Fabian Florant (Dominica, 1 februari 1983) is een voormalig Nederlands atleet, die vanwege zijn vader tevens de nationaliteit van het Gemenebest Dominica bezit. Hij legde zich toe op het hink-stap-springen, in welke discipline hij achttien keer Nederlands kampioen werd, waarvan tien maal outdoor en zeven maal indoor. De twee overige nationale titels veroverde hij bij het verspringen. Daarnaast is hij bij het hink-stap-springen zowel indoor als outdoor Nederlands recordhouder. Hij nam eenmaal deel aan de Olympische Spelen, maar won bij die gelegenheid geen medailles.

## Biografie

### Sinds vijfde aan atletiek
Florant, die in de Verenigde Staten tot eind 2009 aan de Missouri State University in Springfield studeerde, doet vanaf zijn vijfde aan atletiek. 'Toen ik een jaar of vijftien was en op Saint Mary's Academy, een highschool, zat, liet mijn toenmalige trainer me een keer hink-stap-springen. Dat ging meteen heel behoorlijk. Sindsdien heb ik mijn niveau geleidelijk kunnen verbeteren. Het is een mooi onderdeel: technisch moeilijk en als je er goed in bent, heb je niet zoveel concurrentie als bij andere onderdelen. Iedereen kiest immers voor de 100 meter.'
In 2002 nam Florant deel aan de wereldkampioenschappen voor junioren in Kingston (Jamaica) en vestigde een nationaal record voor junioren (Dominica) van 10,55 s, wat hem een beurs opleverde voor de universiteit in Missouri, waar hij sindsdien economie en daarna business- en sportmanagement studeerde. 'Ik hoop in december af te studeren. Inmiddels heb ik een baan als assistent-manager bij een bank om in mijn levensonderhoud te voorzien. Maar komende zomer wil ik graag een langere tijd vrij nemen om hier te komen trainen en wedstrijden te kunnen doen.'

### Eerste Nederlandse titels
In 2008 was Florant voor de eerste maal aanwezig op de Nederlandse atletiekkampioenschappen. Bij die gelegenheid kroonde hij zichzelf maar direct tot Nederlands kampioen, als opvolger van David van Hetten. De atleet van Dominica, inmiddels aangesloten bij Haag Atletiek, kwam tot een afstand van 15,66 m en dat was 23 cm verder dan zijn beste sprong van dat seizoen (al had hij met +3,2 m/s te veel rugwind). Van Hetten moest ditmaal genoegen nemen met 15,07 en het zilver.
Begin 2009 kwam Florant opnieuw naar Nederland, ditmaal om deel te nemen aan de nationale indoorkampioenschappen in Apeldoorn. Het leverde hem zijn tweede gouden hink-stap-sprong medaille op, terwijl hij er bovendien bij het verspringen ook nog eens een zilveren plak uitsleepte. Florant maakte er tevens kennis met Agustín R. Paniagua Osorio, een Hilversumse trainer die hem sindsdien coacht. 'Bij Missouri State University stoppen ze om financiële redenen met het mannen-atletiekteam. Mij komt het dus wel goed uit dat ik nu een trainer in Nederland heb.'

### Nederlands record
Inmiddels heeft Florant prestaties van 10,84 op de 100 m en 7,54 m bij het verspringen op zijn naam staan. En dan natuurlijk de Nederlandse recordprestatie, die hij op 9 mei 2009 leverde tijdens de ESU Twilight Qualifier universiteitswedstrijden in Emporia, Kansas. Met een sprong van 16,42 veegde hij het 26 jaar oude record van Peter van Leeuwen van 16,15 van tafel. Al bij zijn eerste poging kwam hij tot een afstand van 16,17, maar zijn tweede poging was nog veel verder: 16,42. Het was meteen Florants laatste wedstrijd in de Verenigde Staten. Vanaf medio mei 2009 was hij in Nederland, waar hij tot medio augustus 2009 op het Olympisch Trainingscentrum Papendal verbleef. Vervolgens sprong Florant op 1 juni, nog geen maand na zijn recordprestatie in Emporia, alweer verder. In het Duitse Wesel voegde hij er nog eens 23 centimeter aan toe. Met 16,65 werd Florant in Wesel tweede achter de Duitse veteraan Charles Friedek, een voormalig wereldindoor- en outdoorkampioen.
Voor de eerste recordprestatie van Fabian Florant is overigens nooit een recordaanvraag ingediend bij de Atletiekunie, voorwaarde om de prestatie officieel erkend te krijgen. Zijn volgende recordverbetering is echter wel reglementair aangevraagd en inmiddels ook erkend.
Hoe dan ook, Florant bleef maar 5 cm verwijderd van de door de Atletiekunie gestelde limiet voor het WK in Berlijn, 16,70. 'Vorig jaar heb ik me door alle veranderingen niet kunnen verbeteren, maar nu sta ik er veel beter voor. Het zou bovendien een mooie ervaring zijn als ik naar Berlijn zou kunnen gaan.' Berlijn haalde hij echter niet, want ondanks zijn verwachtingen kwam hij in 2009 niet meer voorbij zijn eerdere recordprestatie.

### NK Baanatletiek 2009
Florant was begin augustus weliswaar verreweg de beste hink-stap-springer bij de Nederlandse kampioenschappen atletiek 2009, maar hij verloor zijn gouden medaille na een protest van zijn tegenstanders. Florant arriveerde te laat in het Olympisch Stadion en had zich naar verluidt niet vervoegd bij het startbureau en had zich ook niet gemeld. Een jurylid haalde hem in eerste instantie van de baan, maar een dringend beroep op de wedstrijdleiding werd gehonoreerd, zodat Florant toch kon deelnemen aan de wedstrijd. Hij bleef met 16,55 precies 15 centimeter verwijderd van de limiet voor de WK. Na de wedstrijd dienden zijn tegenstanders collectief een protest in, dat door de jury d'appel werd toegekend. Een dag later werd hij tweede bij het verspringen met een afstand van 7,49. Op die prestatie viel niets af te dingen zodat Florant, na de teleurstelling van de dag ervoor, aan deze kampioenschappen in elk geval een zilveren medaille overhield. De beroepscommissie van de atletiekunie besloot op 5 september 2009 zijn titel aan Florant terug te geven. De oorzaak hiervan lag in het achteraf geverifieerde gegeven dat Florant zich keurig op tijd had gemeld bij het startbureau, echter het verkeerde startbewijs mee kreeg. Zonder er zich rekenschap van te geven dat hij het juiste startbewijs had, meldde hij zich vervolgens later bij het z.g. meldbureau onder in feite de verkeerde naam. Toen pas bleek dat de naam Florant dus niet op de wedstrijdlijst kon voorkomen, met als gevolg de commotie waardoor hij in eerste instantie werd gediskwalificeerd. Treurig hierbij was dat zijn collega-atleten er zich niet van vergewist hadden wat er aan de hand was en de jury niet gevoelig bleek voor het misverstand welke was ontstaan bij het startbureau.

### Teleurstelling in 2010
In 2010 sloeg Fabian Florant vanwege een voetblessure het indoorseizoen over. Aan het begin van het baanseizoen was hij echter van alle blessurezorgen bevrijd, blijkens zijn uitstekende optreden begin mei tijdens de Sooner Open in het Amerikaanse Norman. Hij kwam er tot een afstand van 16,63, slechts 2 centimeter beneden zijn Nederlandse record van het jaar ervoor. Alle reden dus om bij zijn overkomst naar Nederland te vertrouwen op het halen van de limiet voor de Europese kampioenschappen in Barcelona, die 'slechts' 7 cm verder lag, op 16,70, net als een jaar eerder voor Berlijn.
Bij zijn eerste optreden in Nederland, tijdens de Gouden Spike in Leiden op 12 juni, sprong Florant een goede 16,47, een prestatie die voldoende vertrouwen gaf voor de komende wedstrijden. Een week later bleef hij op het EK voor landenteams in Boedapest echter steken op 15,68. Op de Nederlandse kampioenschappen ten slotte prolongeerde hij met 16,29 weliswaar andermaal zijn titel, maar ook bleef hij 41 centimeter verwijderd van de 16,70. Voor het tweede achtereenvolgende jaar had de Nederlandse atleet zich stukgebeten op de limiet voor een groot internationaal toernooi.

### Indoorrecord binnen verder dan buiten
Sinds vrijdag 27 januari 2012 heeft Florant ook het Nederlands indoorrecord hink-stap-springen in handen met een afstand van 16,75. Hij sprong deze afstand eveneens in de Verenigde Staten, op het Carthage College in Kenosha, waarmee hij tevens voldeed aan de limiet voor de EK in Helsinki. In dit toernooi, dat plaatsvond van 27 juni tot en met 1 juli 2012, een maand voor de Olympische Spelen in Londen, slaagde hij er net niet in om de finale van het hink-stap-springen te bereiken. Met een beste poging van 16,35, zijn beste jaarprestatie, kwam hij daarvoor net acht centimeter te kort. In januari 2013 bij de EK indoor in Göteborg sprong hij met 16,69 wel naar de finale, maar wist daarin geen potten te breken.

### 2015 Outdoor Seizoen
In 2015 veroverde Fabian Florant zijn tiende Nederlandse titel in het hink-stap-springen een afstand van 16,65, een evenaring van zijn Nederlandse record uit 2009. 

### 2020
In 2020 werd hij wederom Nederlands kampioen en stopte met de sport.

## Nederlandse kampioenschappen
Outdoor
| Onderdeel          | Jaar                                                       |
| ------------------ | ---------------------------------------------------------- |
| hink-stap-springen | 2008, 2009, 2010, 2011, 2013, 2015, 2016, 2017, 2018, 2019 |
| verspringen        | 2011, 2019                                                 |

Indoor
| Onderdeel          | Jaar                                     |
| ------------------ | ---------------------------------------- |
| hink-stap-springen | 2009, 2011, 2012, 2013, 2016, 2018, 2020 |

## Persoonlijke records
Outdoor
| Onderdeel          | Prestatie               | Datum             | Plaats    |
| ------------------ | ----------------------- | ----------------- | --------- |
| 100 m              | 10,74 s (-0,5 m/s)      | 11 september 2011 | Hilversum |
| hink-stap-springen | 16,92 m (NR) (+2,0 m/s) | 30 april 2016     | Clermont  |
| verspringen        | 7,69 m (-0,6 m/s)       | 11 september 2011 | Hilversum |

Indoor
| Onderdeel          | Prestatie    | Datum            | Plaats    |
| ------------------ | ------------ | ---------------- | --------- |
| verspringen        | 7,45 m       | 15 februari 2009 | Apeldoorn |
| hink-stap-springen | 16,69 m (NR) | 1 maart 2013     | Göteborg  |
| hink-stap-springen | 16,75 m *    | 27 januari 2012  | Kenosha   |

* Dit had een Nederlands indoorrecord kunnen zijn, indien daartoe bij de Atletiekunie een aanvraag was ingediend. Dat is echter nooit gebeurd.

## Palmares

### hink-stap-springen
- 2008:  NK – 15,66 m
- 2009:  NK indoor – 15,99 m
- 2009:  Uden MONDO Keien Meeting – 16,33 m
- 2009:  EK voor landenteams te Bergen – 16,41 m
- 2009:  NK – 16,55
- 2010:  Gouden Spike - 16,47 m
- 2010: 6e EK voor landenteams te Boedapest – 15,68 m
- 2010:  NK – 16,29 m
- 2011:  NK indoor – 15,90 m
- 2011:  Gouden Spike – 15,99 m
- 2011:  NK – 15,94 m
- 2011:  Folksam Challenge (Zweden) – 16,58 m
- 2012:  Carthage College Elite Invitational te Kenosha – 16,75 m (NR)
- 2012:  US Classic/Tyson Invitational – 16,75 m (NR)
- 2012:  NK indoor – 15,67 m
- 2012: 13e EK – 16,35 m
- 2013:  Penn State Invitational te College Station, Pennsylvania, USA – 16,56 m
- 2013:  Tyson Invitational te Fayetteville, Arkansas, USA – 16,73 m
- 2013:  NK indoor – 16,45 m
- 2013: 8e EK indoor – 16,55 m (in kwal. 16,69 m = NR)
- 2013:  Arena Games te Hilversum – 16,67 m (NR) * (16,85 m met +2,1 m/s)
- 2013:  NK – 16,30 m (-2,0 m/s)
- 2013:  Amsterdam Open – 16,67 m (NR) * (16,71 m met +2,5 m/s)
- 2015:  NK – 16,65 m (ev. NR met +1,6 m/s)
- 2016:  NK indoor – 16,42 m
- 2016:  NK – 16,28 m (+1,0 m/s)
- 2016: 12e in kwal. OS – 16,51 m
- 2017:  NK – 16,54 m  (+2,3 m/s)
- 2018:  NK indoor – 16,00 m
- 2018:  NK – 15,24 m (+1,5 m/s)
- 2019:  NK – 15,41 m (+0,8 m/s)
- 2020:  NK indoor – 15,36 m
- 2020: 1e   NK– 14.94 m (+1.8)  (Gestopt na 1e poging wegens kuitblessure)

* Dit had een Nederlands record kunnen zijn, indien Florant de daartoe vereiste dopingcontrole had ondergaan. Dit is echter niet gebeurd.

### verspringen
- 2009:  NK indoor – 7,45 m
- 2009:  NK – 7,49 m
- 2010:  NK – 7,42 m
- 2011:  NK indoor – 7,44 m
- 2011:  NK – 7,44 m (+ 2.1 m/s)
- 2011:  Arkansas Invitational – 7,71 m (+ 3.3 m/s)
- 2011:  International Antwerp Gala Meeting – 7,64 m
- 2011:  Arena Games Hilversum – 7,69 m
- 2011:  NK Clubs – 7,55 m
- 2013:  NK indoor – 7,34 m
- 2018:  NK indoor – 7,44 m
- 2019:  NK – 7,36 m (+0,3 m/s)
- 2020:  2e NK – 7,25 m (+2.6 m/s)